# Deradum
Deradum (em hindi: देहरादून; romaniz.: Dehradun) ou, na sua forma em português, é a capital do estado indiano de Utaracanda desde 2000.
Está localizada no Vale Doon, no sopé dos Himalaias, aninhada entre o rio Ganges a leste e o rio Jamuna a oeste. A cidade é conhecida por sua paisagem pitoresca e clima ligeiramente mais ameno e fornece uma porta de entrada para a região circundante.  